# Isle au Haut
Isle au Haut è un comune e isola degli Stati Uniti d'America, situato nello Stato del Maine, nella contea di Knox.